# Giải vô địch bóng đá trẻ thế giới 1983
Giải vô địch bóng đá trẻ thế giới 1983 là giải đấu lần thứ 4 của Giải vô địch bóng đá trẻ thế giới, được tổ chức từ ngày 2 tháng 6 đến ngày 19 tháng 6 năm 1983 tại 7 địa điểm ở México — Guadalajara, Irapuato, León, Thành phố México, Monterrey, Puebla và Toluca — nơi có tổng cộng 32 trận đấu được tổ chức. Brasil đã đánh bại Argentina với tỷ số 1–0 tại Sân vận động Azteca của Thành phố México để giành chức vô địch đầu tiên trong 5 lần vô địch.
Mùa giải này vẫn giữ kỷ lục về lượng khán giả trung bình hàng ngày là 36.099 trong lịch sử giải đấu. Bài kiểm tra năng lực và khả năng tổ chức một giải đấu FIFA lớn của México đã được công nhận vào tháng 5 để tổ chức Giải vô địch bóng đá thế giới 1986.

## Vòng loại
| Liên đoàn                         | Giải đấu loại                                 | Các đội tuyển vượt qua vòng loại                         |
| --------------------------------- | --------------------------------------------- | -------------------------------------------------------- |
| AFC (châu Á)                      | Giải vô địch bóng đá trẻ châu Á 1982          | Trung Quốc1 · Hàn Quốc                                   |
| CAF (châu Phi)                    | Giải vô địch bóng đá trẻ châu Phi 1983        | Bờ Biển Ngà · Nigeria1                                   |
| CONCACAF (Bắc, Trung Mỹ & Caribe) | Chủ nhà                                       | México                                                   |
| CONCACAF (Bắc, Trung Mỹ & Caribe) | Giải vô địch bóng đá U-20 CONCACAF 1982       | Hoa Kỳ                                                   |
| CONMEBOL (Nam Mỹ)                 | Giải vô địch bóng đá trẻ Nam Mỹ 1983          | Argentina · Brasil · Uruguay                             |
| OFC (châu Đại Dương)              | Giải vô địch bóng đá U-20 châu Đại Dương 1982 | Úc                                                       |
| UEFA (châu Âu)                    | Giải vô địch bóng đá U-18 châu Âu 1982        | Áo · Tiệp Khắc1 · Hà Lan1 · Ba Lan · Scotland1 · Liên Xô |

1.^ Các đội tuyển lần đầu tiên tham dự.

## Đội hình
Danh sách đội hình, xem Danh sách cầu thủ tham dự giải vô địch bóng đá trẻ thế giới 1983.

## Vòng bảng

### Bảng A
| VT | Đội        | ST | T | H | B | BT | BB | HS | Đ | Giành quyền tham dự     |
| -- | ---------- | -- | - | - | - | -- | -- | -- | - | ----------------------- |
| 1  | Scotland   | 3  | 2 | 0 | 1 | 4  | 2  | +2 | 4 | Vòng dấu loại trực tiếp |
| 2  | Hàn Quốc   | 3  | 2 | 0 | 1 | 4  | 4  | 0  | 4 | Vòng dấu loại trực tiếp |
| 3  | Úc         | 3  | 1 | 1 | 1 | 4  | 4  | 0  | 3 |                         |
| 4  | México (H) | 3  | 0 | 1 | 2 | 2  | 4  | −2 | 1 |                         |

| México     | 1–1        | Úc         |
| ---------- | ---------- | ---------- |
| Bernal 16' | (Chi tiết) | Farina 73' |

| Hàn Quốc | 0–2        | Scotland        |
| -------- | ---------- | --------------- |
|          | (Chi tiết) | Dobbin 62', 78' |

| Hàn Quốc                        | 2–1        | México    |
| ------------------------------- | ---------- | --------- |
| No In-woo 29' · Shin Yon-ho 89' | (Chi tiết) | Reyna 10' |

| Scotland   | 1–2        | Úc                            |
| ---------- | ---------- | ----------------------------- |
| McStay 61' | (Chi tiết) | Incantalupo 52' · Patikas 87' |

| Úc        | 1–2        | Hàn Quốc                             |
| --------- | ---------- | ------------------------------------ |
| Brown 53' | (Chi tiết) | Kim Chong-kon 16' · Kim Jong-boo 34' |

| México | 0–1        | Scotland   |
| ------ | ---------- | ---------- |
|        | (Chi tiết) | Clarke 45' |

### Bảng B
| VT | Đội         | ST | T | H | B | BT | BB | HS | Đ | Giành quyền tham dự     |
| -- | ----------- | -- | - | - | - | -- | -- | -- | - | ----------------------- |
| 1  | Uruguay     | 3  | 2 | 1 | 0 | 6  | 3  | +3 | 5 | Vòng dấu loại trực tiếp |
| 2  | Ba Lan      | 3  | 2 | 0 | 1 | 10 | 5  | +5 | 4 | Vòng dấu loại trực tiếp |
| 3  | Hoa Kỳ      | 3  | 1 | 0 | 2 | 3  | 5  | −2 | 2 |                         |
| 4  | Bờ Biển Ngà | 3  | 0 | 1 | 2 | 2  | 8  | −6 | 1 |                         |

| Ba Lan                                                                      | 7–2        | Bờ Biển Ngà          |
| --------------------------------------------------------------------------- | ---------- | -------------------- |
| Klemenz 4', 21', 51' · Gorgoń 22' · Wraga 48' · Myśliński 59' · Leśniak 85' | (Chi tiết) | Didi 67' · Kassy 80' |

| Uruguay                     | 3–2        | Hoa Kỳ                 |
| --------------------------- | ---------- | ---------------------- |
| Aguilera 2' · Sosa 57', 64' | (Chi tiết) | Hooker 60' · Perez 67' |

| Hoa Kỳ         | 1–0        | Bờ Biển Ngà |
| -------------- | ---------- | ----------- |
| Gelnovatch 79' | (Chi tiết) |             |

| Uruguay                         | 3–1        | Ba Lan      |
| ------------------------------- | ---------- | ----------- |
| Zalazar 52' · Aguilera 54', 66' | (Chi tiết) | Klemenz 57' |

| Ba Lan                        | 2–0        | Hoa Kỳ |
| ----------------------------- | ---------- | ------ |
| Leśniak 76' · Szczepański 85' | (Chi tiết) |        |

| Bờ Biển Ngà | 0–0        | Uruguay |
| ----------- | ---------- | ------- |
|             | (Chi tiết) |         |

### Bảng C

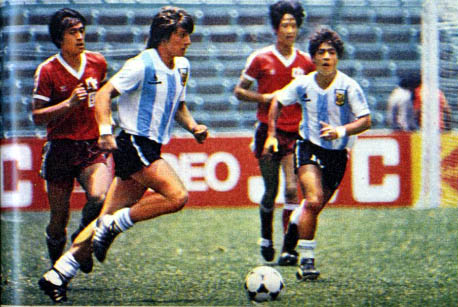
Claudio García (trái) trong trận đấu giữa Argentina và Trung Quốc

| VT | Đội        | ST | T | H | B | BT | BB | HS  | Đ | Giành quyền tham dự     |
| -- | ---------- | -- | - | - | - | -- | -- | --- | - | ----------------------- |
| 1  | Argentina  | 3  | 3 | 0 | 0 | 10 | 0  | +10 | 6 | Vòng dấu loại trực tiếp |
| 2  | Tiệp Khắc  | 3  | 2 | 0 | 1 | 7  | 4  | +3  | 4 | Vòng dấu loại trực tiếp |
| 3  | Trung Quốc | 3  | 1 | 0 | 2 | 5  | 8  | −3  | 2 |                         |
| 4  | Áo         | 3  | 0 | 0 | 3 | 0  | 10 | −10 | 0 |                         |

| Trung Quốc | 0–5        | Argentina                                                         |
| ---------- | ---------- | ----------------------------------------------------------------- |
|            | (Chi tiết) | Gabrich 16' · García 53' · Dertycia 70' · Zárate 81' · Acosta 89' |

| Tiệp Khắc                             | 4–0        | Áo |
| ------------------------------------- | ---------- | -- |
| Kula 9', 71' · Karoch 48' · Hirko 89' | (Chi tiết) |    |

| Tiệp Khắc                  | 3–2        | Trung Quốc                   |
| -------------------------- | ---------- | ---------------------------- |
| Dostal 34', 89' · Kula 75' | (Chi tiết) | Mai Chao 49' · Li Huayun 56' |

| Áo | 0–3        | Argentina                     |
| -- | ---------- | ----------------------------- |
|    | (Chi tiết) | Gabrich 13', 28' · Zárate 20' |

| Trung Quốc                                     | 3–0        | Áo |
| ---------------------------------------------- | ---------- | -- |
| Liu Haiguang 48' · Guo Yijun 79' · Duan Ju 88' | (Chi tiết) |    |

| Argentina                   | 2–0        | Tiệp Khắc |
| --------------------------- | ---------- | --------- |
| Vanemerak 15' · Gabrich 77' | (Chi tiết) |           |

### Bảng D
| VT | Đội     | ST | T | H | B | BT | BB | HS | Đ | Giành quyền tham dự     |
| -- | ------- | -- | - | - | - | -- | -- | -- | - | ----------------------- |
| 1  | Brasil  | 3  | 2 | 1 | 0 | 6  | 2  | +4 | 5 | Vòng dấu loại trực tiếp |
| 2  | Hà Lan  | 3  | 1 | 2 | 0 | 4  | 3  | +1 | 4 | Vòng dấu loại trực tiếp |
| 3  | Nigeria | 3  | 1 | 1 | 1 | 1  | 3  | −2 | 3 |                         |
| 4  | Liên Xô | 3  | 0 | 0 | 3 | 3  | 6  | −3 | 0 |                         |

| Liên Xô | 0–1        | Nigeria         |
| ------- | ---------- | --------------- |
|         | (Chi tiết) | Okoronwanta 78' |

| Hà Lan   | 1–1        | Brasil      |
| -------- | ---------- | ----------- |
| Been 49' | (Chi tiết) | Geovani 77' |

| Brasil                                  | 3–0        | Nigeria |
| --------------------------------------- | ---------- | ------- |
| Gilmar Popoca 7' · Ra 32' · Geovani 43' | (Chi tiết) |         |

| Hà Lan                               | 3–2        | Liên Xô                    |
| ------------------------------------ | ---------- | -------------------------- |
| Duut 12' · Been 48' · Van Basten 49' | (Chi tiết) | Salimov 40' · Protasov 46' |

| Liên Xô         | 1–2        | Brasil                          |
| --------------- | ---------- | ------------------------------- |
| Litovchenko 87' | (Chi tiết) | Agapov 47' (l.n.) · Geovani 80' |

| Nigeria | 0–0        | Hà Lan |
| ------- | ---------- | ------ |
|         | (Chi tiết) |        |

## Vòng đấu loại trực tiếp
|  | Tứ kết                                | Tứ kết                                |                               |   | Bán kết       | Bán kết       |  |  | Chung kết | Chung kết |
|  |                                       |                                       |                               |   |               |               |  |  |           |           |
|  | 11 tháng 6 - Thành phố México         |                                       |                               |   |               |               |  |  |           |           |
|  |                                       |                                       |                               |   |               |               |  |  |           |           |
|  | Scotland                              | 0                                     |                               |   |               |               |  |  |           |           |
|  | Scotland                              | 0                                     | 15 tháng 6 - Thành phố México |   |               |               |  |  |           |           |
|  | Ba Lan                                | 1                                     |                               |   |               |               |  |  |           |           |
|  | Ba Lan                                | 1                                     | Ba Lan                        | 0 |               |               |  |  |           |           |
|  | 12 tháng 6 - León                     |                                       | Ba Lan                        | 0 |               |               |  |  |           |           |
|  |                                       | Argentina                             | 1                             |   |               |               |  |  |           |           |
|  | Argentina                             | Argentina                             | 1                             | 2 |               |               |  |  |           |           |
|  | Argentina                             |                                       | 19 tháng 6 - Thành phố México | 2 |               |               |  |  |           |           |
|  | Hà Lan                                | 1                                     |                               |   |               |               |  |  |           |           |
|  | Hà Lan                                | 1                                     | Argentina                     | 0 |               |               |  |  |           |           |
|  | 11 tháng 6 - San Nicolás de los Garza |                                       | Argentina                     | 0 |               |               |  |  |           |           |
|  |                                       | Brasil                                | 1                             |   |               |               |  |  |           |           |
|  | Uruguay                               | Brasil                                | 1                             | 1 |               |               |  |  |           |           |
|  | Uruguay                               | 15 tháng 6 - San Nicolás de los Garza |                               | 1 |               |               |  |  |           |           |
|  | Hàn Quốc (s.h.p.)                     | 2                                     |                               |   |               |               |  |  |           |           |
|  | Hàn Quốc (s.h.p.)                     | 2                                     | Hàn Quốc                      | 1 |               |               |  |  |           |           |
|  | 12 tháng 6 - Guadalajara              |                                       | Hàn Quốc                      | 1 |               |               |  |  |           |           |
|  |                                       | Brasil                                | 2                             |   | Tranh hạng ba | Tranh hạng ba |  |  |           |           |
|  | Brasil                                | Brasil                                | 2                             | 4 | Tranh hạng ba | Tranh hạng ba |  |  |           |           |
|  | Brasil                                |                                       | 18 tháng 6 - Guadalajara      | 4 |               |               |  |  |           |           |
|  | Tiệp Khắc                             | 1                                     |                               |   |               |               |  |  |           |           |
|  | Tiệp Khắc                             | 1                                     | Ba Lan (s.h.p.)               | 2 |               |               |  |  |           |           |
|  |                                       |                                       |                               |   |               |               |  |  |           |           |
|  | Hàn Quốc                              | 1                                     |                               |   |               |               |  |  |           |           |
|  | Hàn Quốc                              | 1                                     |                               |   |               |               |  |  |           |           |

### Tứ kết
| Scotland | 0–1        | Ba Lan     |
| -------- | ---------- | ---------- |
|          | (Chi tiết) | Klemenz 5' |

| Uruguay      | 1–2 (s.h.p.) | Hàn Quốc              |
| ------------ | ------------ | --------------------- |
| Martínez 71' | (Chi tiết)   | Shin Yon-ho 54', 104' |

| Argentina               | 2–1        | Hà Lan        |
| ----------------------- | ---------- | ------------- |
| Borelli 65' · Gaona 90' | (Chi tiết) | Van Basten 4' |

| Brasil                                    | 4–1        | Tiệp Khắc |
| ----------------------------------------- | ---------- | --------- |
| Dunga 18' · Bebeto 29' · Geovani 40', 60' | (Chi tiết) | Dostal 6' |

### Bán kết
| Ba Lan | 0–1        | Argentina  |
| ------ | ---------- | ---------- |
|        | (Chi tiết) | Zárate 59' |

| Hàn Quốc         | 1–2        | Brasil                     |
| ---------------- | ---------- | -------------------------- |
| Kim Jong-Boo 14' | (Chi tiết) | Gilmar Popoca 22' · Ra 81' |

### Tranh hạng ba
| Ba Lan                        | 2–1 (s.h.p.) | Hàn Quốc         |
| ----------------------------- | ------------ | ---------------- |
| Krauze 77' · Szczepański 103' | (Chi tiết)   | Lee Kee-keun 37' |

### Chung kết
| Argentina | 0–1        | Brasil            |
| --------- | ---------- | ----------------- |
|           | (Chi tiết) | Geovani (pen) 39' |

## Vô địch
| Giải vô địch bóng đá trẻ thế giới 1983 |
| -------------------------------------- |
| · Brasil · Lần thứ 1                   |

## Giải thưởng
| Quả bóng vàng          | Chiếc giày vàng        | Giải phong cách FIFA |
| ---------------------- | ---------------------- | -------------------- |
| Geovani Faria da Silva | Geovani Faria da Silva | Hàn Quốc             |

Đội hình toàn sao
- Thủ môn:  Luis Islas
- Sweeper:  Neale Cooper
- Hậu vệ cánh trái:  Kim Pan-keun
- Trung vệ:  Paul McStay
- Hậu vệ phải:  Fabián Basualdo
- Tiền vệ trái:  Roberto Oscar Zárate
- Tiền vệ trung tâm:  Gerald Vanenburg
- Tiền vệ phải:  Geovani Faria da Silva
- Tiền đạo trái:  Paul Moreno
- Tiền đạo trung tâm:  Bebeto
- Tiền đạo phải:  Mauricinho[3]

## Cầu thủ ghi bàn
Geovani của Brasil đã giành giải thưởng Chiếc giày vàng khi ghi được 6 bàn thắng. Tổng cộng có 61 cầu thủ khác nhau đã ghi được 91 bàn thắng, trong đó chỉ có một bàn là phản lưới nhà.
6 bàn
- Geovani

5 bàn
- Joachim Klemenz

4 bàn
- Jorge Luis Gabrich

3 bàn
- Roberto Oscar Zárate
- Stanislav Dostal
- Shin Yon-ho
- Carlos Aguilera

2 bàn
- Gilmar Popoca
- Marinho Ra
- Vlastimil Kula
- Marco van Basten
- Mario Been
- Adrian Szczepański
- Marek Leśniak
- Jim Dobbin
- Kim Jong-boo
- Rubén Sosa

1 bàn
- Claudio García
- Jorge Borelli
- Julio César Gaona
- Mario Vanemerak
- Oscar Acosta
- Oscar Dertycia
- Fabio Incantalupo
- Frank Farina
- Jim Patikas
- Rodney Brown
- Bebeto
- Dunga
- Duan Ju
- Guo Yijun
- Li Huayun
- Liu Haiguang
- Mai Chao
- Karel Kula
- Miroslav Hirko
- Pavel Karoch
- Leopold Didi
- Lucien Kassy
- Marcelino Bernal
- Martin Reyna
- Henk Duut
- Tarila Okoronwanta
- Mirosław Myśliński
- Wiesław Krauze
- Wiesław Wraga
- Wojciech Gorgoń
- Paul McStay
- Steve Clarke
- Kim Chong-kon
- Lee Kee-keun
- No In-woo
- Fanas Salimov
- Hennadiy Litovchenko
- Oleh Protasov
- George Gelnovatch
- Hugo Pérez
- Jeff Hooker
- Jorge Martínez
- José Zalazar

Bàn phản lưới nhà
- Mikhail Agapov (trong trận gặp Brasil)

## Bảng xếp hạng giải đấu
| VT | Đội         | ST | T | H | B | BT | BB | HS  | Đ  | Chung cuộc          |
| -- | ----------- | -- | - | - | - | -- | -- | --- | -- | ------------------- |
| 1  | Brasil      | 6  | 5 | 1 | 0 | 13 | 4  | +9  | 11 | Vô địch             |
| 2  | Argentina   | 6  | 5 | 0 | 1 | 13 | 2  | +11 | 10 | Á quân              |
| 3  | Ba Lan      | 6  | 4 | 0 | 2 | 13 | 7  | +6  | 8  | Hạng ba             |
| 4  | Hàn Quốc    | 6  | 3 | 0 | 3 | 8  | 9  | −1  | 6  | Hạng tư             |
|    |             |    |   |   |   |    |    |     |    |                     |
| 5  | Uruguay     | 4  | 2 | 1 | 1 | 7  | 5  | +2  | 5  | Bị loại ở Tứ kết    |
| 6  | Scotland    | 4  | 2 | 0 | 2 | 4  | 3  | +1  | 4  | Bị loại ở Tứ kết    |
| 7  | Tiệp Khắc   | 4  | 2 | 0 | 2 | 8  | 8  | 0   | 4  | Bị loại ở Tứ kết    |
| 8  | Hà Lan      | 4  | 1 | 2 | 1 | 5  | 5  | 0   | 4  | Bị loại ở Tứ kết    |
|    |             |    |   |   |   |    |    |     |    |                     |
| 9  | Úc          | 3  | 1 | 1 | 1 | 4  | 4  | 0   | 3  | Bị loại ở Vòng bảng |
| 10 | Nigeria     | 3  | 1 | 1 | 1 | 1  | 3  | −2  | 3  | Bị loại ở Vòng bảng |
| 11 | Hoa Kỳ      | 3  | 1 | 0 | 2 | 3  | 5  | −2  | 2  | Bị loại ở Vòng bảng |
| 12 | Trung Quốc  | 3  | 1 | 0 | 2 | 5  | 8  | −3  | 2  | Bị loại ở Vòng bảng |
| 13 | México (H)  | 3  | 0 | 1 | 2 | 2  | 4  | −2  | 1  | Bị loại ở Vòng bảng |
| 14 | Bờ Biển Ngà | 3  | 0 | 1 | 2 | 2  | 8  | −6  | 1  | Bị loại ở Vòng bảng |
| 15 | Liên Xô     | 3  | 0 | 0 | 3 | 3  | 6  | −3  | 0  | Bị loại ở Vòng bảng |
| 16 | Áo          | 3  | 0 | 0 | 3 | 0  | 10 | −10 | 0  | Bị loại ở Vòng bảng |